# Benoît-Joseph Marsollier des Vivetières
Benoît-Joseph Marsollier des Vivetières (* 1750 in Paris; † 22. April 1817 in Versailles) war ein französischer Schriftsteller.
Marsollier des Vivetières schrieb Dramen und Opernlibretti. Viele seiner Libretti wurden von Pierre Gaveaux, Étienne-Nicolas Méhul und Nicolas Dalayrac vertont.
| Personendaten    | Personendaten                               |
| ---------------- | ------------------------------------------- |
| NAME             | Marsollier des Vivetières, Benoît-Joseph    |
| ALTERNATIVNAMEN  | Marsollier, Benoît-Joseph                   |
| KURZBESCHREIBUNG | französischer Schriftsteller und Librettist |
| GEBURTSDATUM     | 1750                                        |
| GEBURTSORT       | Paris                                       |
| STERBEDATUM      | 22. April 1817                              |
| STERBEORT        | Versailles                                  |